# Gennadi de Marsella
Gennadi (en llatí Gennadius) fou un prevere de Marsella que vivia al final del segle v.
És conegut com l'autor d'una obra titulada De Viris Illustribus, amb un centenar de biografies d'escriptors eclesiàstics que va del 392 al 495, una continuació del tractat de Jeroni d'Estridó que porta el mateix títol. Tot el que se sap d'ell ho diu ell mateix, i ho va incloure al colofó d'aquesta obra, que comença: Ego Gennadius, Massiliae presbyter.... Parla de què va escriure una obra contra les heretgies en vuit llibres, una altra conta Nestori en sis llibres, contra Pelagi, en tres llibres, un tractat sobre el mil·lenarisme i sobre l'Apocalipsi de Joan.
Va morir el 496. Va escriure altres obres que no s'han conservat excepte la Epistola de Fide mea, anomenada també Libellus de Ecclesiasticis Dogmatibus, que antigament va ser atribuïda a Agustí d'Hipona. De la lectura acurada de les seves obres sembla que, tot i ser considerat un campió de l'ortodòxia, tenia una tendència cap al semipelagianisme.